# إرهاب مخدرات

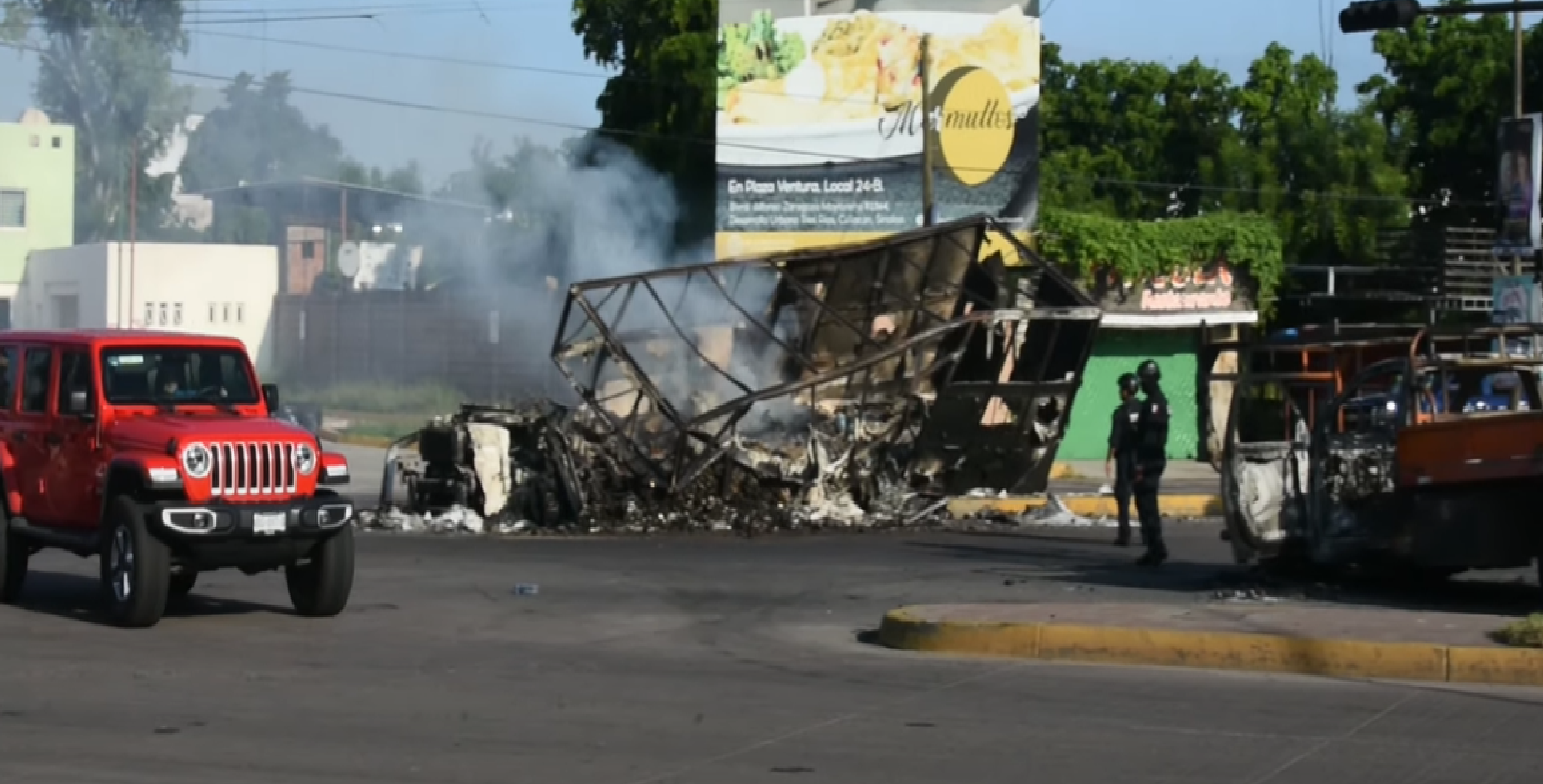
معركة كولياكان

إرهاب المخدرات مصطلح صاغه رئيس البيرو السابق فرناندو بيلاوندى تيري في عام 1983 يصف فيه الهجمات الإرهابية ضد شرطة مكافحة المخدرات في بلاده. يفهم إرهاب المخدرات في السياق الأصلي، في محاولات تجار المخدرات في التأثير على السياسات الحكومية أو المجتمع من خلال العنف والإرهاب، وإعاقة تنفيذ قوانين مكافحة المخدرات بالتهديد المنتظم أو استخدام العنف. ومن أفضل وأشهر الأمثلة الموثقة عن إرهاب المخدرات عنف بابلو إسكوبار في تعامله مع الحكومة الكولومبية.